# Perceforest
Perceforest ou Le Roman de Perceforest est le nom d'un roman de chevalerie anonyme écrit en français en prose vers 1340 (la datation exacte du texte fait encore débat). Se voulant une chronique de la Grande-Bretagne, le roman relie la tradition des romans d'Alexandre à celle des grands romans arthuriens. Composé au XIVe siècle mais copié et profondément remanié au XVe siècle, Le Roman de Perceforest est connu par quatre manuscrits.
C'est le manuscrit C, copié par David Aubert aux alentours de 1459–1460 pour Philippe le Bon, Duc de Bourgogne, qui nous permet d'avoir accès à la totalité de l'œuvre. Ce roman montre l'édification de la civilisation ainsi que l'instauration d'une religion monothéiste préfigurant le christianisme. L'établissement de la chevalerie et la religion unique du « Dieu Souverain » sont deux moteurs essentiels du texte. Ce roman tardif se veut une genèse des romans arthuriens puisqu'il nous donne à voir les ancêtres supposés du Roi Arthur et de ses chevaliers. Roman fleuve, il est composé d'environ 531 chapitres. Il entrelace tour à tour emprunts, pièces lyriques et passages narratifs.

## Présentation
Le Premier Livre se présente comme une description géographique et chronologique de la Grande-Bretagne, s'inspirant des textes de Wace, Geoffroy de Monmouth, Orose ou Bède. S'ensuit l'arrivée d'Alexandre et de Bétis, son général, qui est couronné Roi d'Angleterre. Commencent l'institution de tournois ainsi qu'une marche progressive vers la civilisation et la culture. C'est en défiant l'enchanteur Darnant que Bétis obtiendra son nom de « Perceforest ». Commence également la quête du roi Perceforest et celle de ses hommes au nom de la civilisation, de la chevalerie et de la religion. Couronnements et mariages terminent le livre I.
Le Deuxième Livre continue le récit de la civilisation. Alexandre meurt et Perceforest sombre dans une longue maladie de dix-huit ans. Perceforest fondera un ordre chevaleresque, l'ordre du Franc-Palais qui n'est pas sans rappeler la cour du Roi Arthur, descendant supposé de Perceforest et d'Alexandre. Lydoire, épouse de Gadiffer, s'occupe de son époux, blessé par un sanglier. Elle prendra une importance capitale dans la suite du roman, devenant la « Reine-Fée ». Le deuxième livre se clôt sur les aventures des chevaliers de la seconde génération.
Le Troisième Livre a pour sujet principal le tournoi du « Chastel aux Pucelles » organisé par l'ermite Pergamon pour marier ses douze petites-filles. Douze tournois donc et douze mariages pour douze jeunes filles. Au récit de ces douze tournois s'entremêlent des récits d'aventures dont celui de Troïlus et Zellandine, Néronès et le Chevalier Doré ou encore celui de Gadiffer et Aroès, enchanteur de la « Roide Montagne ».
Le Quatrième Livre est celui de la catastrophe et de la destruction prophétisées par la Reine Fée. Les Romains envahissent la Grande-Bretagne. La bataille a lieu aux environs du Franc-Palais. Tous les chevaliers meurent laissant seules les femmes ainsi que les enfants de la troisième génération. La reine Fée transporte Perceforest dans l'Isle de Vie (Avalon) où se trouve déjà Gadiffer. C'est là qu'il attendra la venue du « vrai Dieu » et son  baptême. Une longue phase de reconstruction menée par la nouvelle génération débute.
Le Cinquième Livre continue le récit de cette reconstruction en mettant en avant le personnage d'Ourseau, petit-fils de Gadiffer Ier. Ce livre se veut aussi un pendant au livre III en ce qu'il se structure autour de douze tournois, le « Tournoi du Chastel aux Pucelles » organisé par la reine Blanche afin de perfectionner les nouveaux chevaliers dans l'art de la chevalerie, mais aussi pour trouver un époux à sa fille, Blanchette. Exilié, chevalier anonyme, remporte le tournoi. Sa mère, Genièvre, n'est autre que l'une des douze Pucelles du livre III.
Le Sixième Livre insiste sur les aventures de Gallafur, descendant de Perceforest qui épouse Alexandre-Fin-de-Liesse, elle-même descendante d'Alexandre. Cependant, une nouvelle destruction du royaume a lieu, sous le commandement de Scapiol qui se fait couronner roi de toute la Grande-Bretagne. Gallafur est transporté dans l'Isle de Vie. Olofer, fils de Gallafur, tue le sanglier qui avait blessé Gadiffer I et se rend dans l'Île de Vie pour le guérir. Gallafur II, fils de Gallafur, est baptisé (Arfasen) et entreprend la tâche de convertir son pays au christianisme. En effet, la fin de Perceforest rapporte la mort du Christ et la christianisation de la Grande-Bretagne. Gallafur-Arfasen se rend dans l'Île de Vie pour baptiser ses ancêtres accompagné du prêtre Nathanaël. Tous les anciens rois peuvent quitter l'Ile de Vie pour mourir.
Perceforest regroupe des récits qui seront une source d’inspiration pour les auteurs de contes européens. On y retrouve ainsi des éléments de la trame de contes populaires tels que La Belle au bois dormant :

« Zéphyr, se présentant sous la forme d’un oisel, propose à Troïlus de le transporter dans la tour qui abrite la belle Zellandine, victime d’un enchantement. En effet, elle avait été condamnée à se piquer d’une écharde la première fois qu’elle filerait, par Thémis qui n’avait pas trouvé comme ses consœurs de couteau sur la table du repas de naissance. Troïlus s’éprend de la belle endormie et la viole sans la réveiller.
Toujours endormie, elle accouche neuf mois plus tard d’un nouveau-né, qui cherchant le sein de sa mère, tète son doigt. L’écharde sort et Zellandine revient à la vie. »

## Postérité
Si le Perceforest tombe peu à peu dans l'oubli et ne sera redécouvert pleinement qu'au XXe siècle, l'on peut remarquer sa présence dans certains textes :
- le  chapitre XXX du Pantagruel de Rabelais: "Perceforest porteur de coustrets", la mention de Perceforest suivant immédiatement celle du Roi Arthur.
Puis: "Je vis le franc archier de Baignolet, qui estoit inquisiteur des hérétiques. Il rencontra Perceforest pissant contre une muraille, en laquelle estoit peint le feu de sainct Antoine. Il le declaira hérétique, et l'eust fait brusler tout vif, n'eust esté Morgant, qui, pour son proficiat et aultres menus droits, luy donna neuf muys de bière".
- Le Moine de Lewis où il est dit:  "I read the wearisome adventures of 'Perceforest,' 'Tirante the White,' 'Palmerin of England,' and 'the Knight of the Sun,' till the Book was on the point of falling from my hands through Ennui".
- Angélique, une nouvelle de Nerval extraite du recueil Les Filles du feu: un antiquaire craint que l'on n'abîme une édition du XVIe siècle du Perceforest.

## Éditions anciennes
- La tres elegante, delicieuse, melliflue et tres plaisante hystoire du tres noble, victorieux et excellentissime roy Perceforest, roy de la Grande Bretaigne, Paris, Galliot du Pré, 1528 ; Paris, Gilles de Gormont, 1531-1532
- Histoire du Chevalier Doré et de Cœur d'Acier, Paris, Denis Janot, 1541

## Éditions modernes
- Gaston Paris, « Le conte de la rose dans le Roman de Perceforest », Romania, no 23, 1894, p. 78-140.
- Les pièces lyriques du roman de Perceforest, éd. Jeanne Lods, Genève, Droz (Publications romanes et françaises, 36), 1953
- Le roman de Perceforest. Première partie, éd. Jane H. M. Taylor, Genève, Droz (Textes littéraires français, 279), 1979,
- Perceforest. Quatrième partie, éd. Gilles Roussineau, Genève, Droz (Textes littéraires français, 343), 1987, 2 t., CXXVIII-1430 p.
- Perceforest. Troisième partie, tome I, éd. Gilles Roussineau, Genève, Droz (Textes littéraires français, 365), 1988
- Perceforest. Troisième partie, tome II, éd. Gilles Roussineau, Genève, Droz (Textes littéraires français, 409), 1991
- Perceforest. Troisième partie, tome III, éd. Gilles Roussineau, Genève, Droz (Textes littéraires français, 434), 1993
- Perceforest. Deuxième partie, tome I, éd. Gilles Roussineau, Genève, Droz (Textes littéraires français, 506), 1999
- Perceforest. Deuxième partie, tome II, éd. Gilles Roussineau, Genève, Droz (Textes littéraires français, 540), 2001
- Perceforest. Première partie, éd. Gilles Roussineau, Genève, Droz (Textes Littéraires Français, 592), 2007, 2 tomes  (ISBN 978-2-600-01133-4)
- Perceforest,Cinquième partie, éd. Gilles Roussineau, Genève, Droz, 2012, 2 t., CLXXII-1328p.
- Perceforest,Sixième partie,éd. Gilles Roussineau, Genève, Droz, 2014, 2 t., 1428 p.
- Ms C: Bibliothèque de l'Arsenal 3483-3494